# Henning Scherf
Henning Scherf (ur. 31 października 1938 w Bremie) – niemiecki polityk, prawnik i samorządowiec, w latach 1995–2005 burmistrz Bremy.

## Życiorys
W 1958 uzyskał maturę, po czym do 1962 studiował prawo na uczelniach w Berlinie, Hamburgu i Fryburgu Bryzgowijskim. Zdał państwowe egzaminy prawnicze I oraz II stopnia, doktoryzował się w zakresie prawa w 1968. Pracował w administracji rządowej w Dolnej Saksonii i Bremy, a także w bremeńskiej prokuraturze.
W 1963 wstąpił do Socjaldemokratycznej Partii Niemiec (SPD). W latach 1972–1978 stał na czele miejskich struktur partii. W latach 1978–2005 sprawował mandat deputowanego do Bremische Bürgerschaft, landtagu Bremy. Od 1978 wchodził w skład władz miejskich jako senator do spraw finansów (1978–1979), młodzieży, spraw społecznych i sportu (1979–1990), wiceburmistrz (1985–1991), senator do spraw edukacji i nauki (1991–1995) oraz sprawiedliwości (1991–1995). W 1995 został powołany na prezydenta Senatu i burmistrza Wolnego Hanzeatyckiego Miasta Bremy, urząd ten sprawował do 2005. W okresie tym nadal pełnił jednocześnie funkcję senatora do spraw sprawiedliwości.